# Leo Horn
Leopold ("Leo") Sailvin Horn (Sittard, 29 augustus 1916 – Amstelveen, 16 september 1995) was een Nederlands voetbalscheidsrechter op internationaal niveau, textielhandelaar en verzetsstrijder tijdens de Tweede Wereldoorlog.

## Jeugd
Horn werd geboren in Sittard, als buurjongen van Toon Hermans. Samen organiseerden zij circusvoorstellingen: Hermans trad op en Horn was de 'directeur.' "De opbrengst was voldoende om een dag lekker misselijk te zijn van de zoute drop." Horns vader was veehandelaar. Vanaf zijn zesde deed Leo Horn aan voetballen. In 1928 vertrok het gezin Horn naar Amsterdam. Daar bezocht hij de HBS. Daarna werd hij, zelf joods, jongste bediende bij de joodse textielfirma Lehmann & Co. Zijn carrière verliep voorspoedig: binnen een paar jaar was hij opgeklommen tot vertegenwoordiger. Ook in Amsterdam voetbalde hij, tot zijn zeventiende, toen een knieblessure dat onmogelijk maakte. In 1933 werd hij amateurscheidsrechter, en hij deed dat zo goed dat hij vijf jaar later al de kampioenswedstrijd in Amsterdam mocht fluiten. In 1938 stapte hij over naar de KNVB.

## Oorlog
In 1941 kreeg de firma Lehmann een Verwalter, die het joodse personeel, waaronder Leo Horn, ontsloeg. Horn, van nature een man met de nodige bravoure en moed, nam een valse identiteit aan. Hij hielp tientallen onderduikers aan veilige adressen. Later sloot hij zich aan bij de Sabotagegroep Amsterdam-Zuid. Daarin nam hij deel aan een aantal riskante acties, zoals de overval op twee Duitse munitiewagens. Na de bevrijding kwam hij bij de militaire politie van de Binnenlandse Strijdkrachten. Daar smaakte hij de voldoening mee te werken aan de ontmaskering van de SD'er die destijds zijn zuster had gearresteerd en haar twee jaar Bergen-Belsen had bezorgd. Doordat Horn al vroeg het ware karakter van de Duitse bezetter doorzag, overleefde het grootste deel van zijn familie de oorlog. Alleen zijn broer, die ook in het verzet zat, werd in Sobibór vermoord. De KNVB schrapte Horn op Duits bevel van de scheidsrechterslijst vanwege diens joodse afkomst. Dit heeft Horn de voetbalbond (en met name voorzitter Karel Lotsy) zijn hele leven lang kwalijk genomen.

## Scheidsrechter
Na de oorlog pakte Horn zijn werk als scheidsrechter weer op. In 1948 floot hij voor het eerst een wedstrijd in de hoogste klasse van de KNVB. Drie jaar later werd hij op de internationale lijst gezet. Nadat hij drie landenwedstrijden had gefloten (Engeland-België, Saarland-Noorwegen, Engeland-Hongarije) kreeg hij in 1953 de felbegeerde FIFA-badge. En al snel werd hij een van de bekendste en meest gevraagde scheidsrechters ter wereld. Naar huidige maatstaven was hij een zeer autoritaire man; er was in het veld maar één de baas, en dat was hij. Toen de jonge Willem van Hanegem eens protesteerde tegen een beslissing van Horn, reageerde deze door hem een schop onder het achterste te geven. Ook door zijn excentrieke gedrag werd hij beroemd. Hij was de eerste scheidsrechter die niet steevast in het zwart gekleed ging, maar ook in het donkerrood of -groen. Ook was het een man met uitgesproken meningen, die hij jarenlang opschreef in zijn column Voetbalmeditatie in het AVRO-blad Televizier. Daarbij spaarde hij ook de voetbalbestuurders niet, wat zijn carrière stellig geen goed gedaan heeft. Want ook al werd hij gezien als een internationale top-arbiter, een WK-finale heeft hij niet gefloten, en voor het toernooi van 1966 werd hij niet eens uitgenodigd. Op 31 augustus van dat jaar floot hij zijn 133ste en laatste wedstrijd, het vriendschappelijke duel Ajax - Bulgarije.

## Laatste jaren
Ook zakelijk ging het Leo Horn na de oorlog voor de wind: begin 1946 begon hij zijn eigen stoffenzaak, en na grote zakelijke successen bezat hij een keten van 16 winkels, die zijn naam droeg. In 1992 verkocht hij de zaak. Hij maakte het nog mee dat zijn opvolger deze binnen twee jaar failliet wist te laten gaan. Horn is twee maal getrouwd geweest en kreeg twee dochters. Zijn grootste hobby's waren paardrijden (in 1954 was hij Nederlands kampioen jachtrijden) en vooral jagen. Die laatste leidde in 1963 tot een grote rel, toen hij in de Noordoostpolder een kat doodschoot, naar eigen zeggen omdat het dier "pardoes in de baan van de kogel was gesprongen." De laatste negen jaar van zijn leven woonde hij met zijn vriendin in Culemborg. In 1992 werd hij getroffen door een beroerte, waarvan hij herstelde. Een tweede beroerte vier jaar later werd hem fataal.

## Belangrijke wedstrijden
- 1953: Interland Wembley, Engeland – Hongarije, 3–6

Eerste keer in 50 jaar dat het Engelse team verliest op Wembley.
- 1957: Finale Europacup 1 in Bernabéu (Madrid)

Real Madrid – Fiorentina, 2–0
- 1962: Finale Europacup 1 in het Olympisch Stadion te Amsterdam

Benfica – Real Madrid, 5–3
- 1962: Wereldkampioenschap voetbal in Chili.

Er waren 42 scheids-/grensrechters uitgenodigd voor 29 wedstrijden. Horn kreeg drie wedstrijden. Daarbij ook de kwartfinale met Chili, waarvan eerder twee wedstrijden uit de hand waren gelopen:
Poulewedstrijd Engeland – Hongarije
Poulewedstrijd Duitsland – Zwitserland
Kwartfinale Chili – Sovjet-Unie
Grensrechter bij de finale Brazilië – Tsjechoslowakije.